# Erode di Calcide
Erode di Calcide (... – 48) fu tetrarca della Calcide.

## Biografia
Fu figlio di Aristobulo (IV) e di Berenice, nipote di Erode il Grande, fratello di Erode Agrippa I, Aristobulo (V), Erodiade e Mariamne. Sposò in prime nozze la cugina Mariamne, che gli diede un figlio di nome Aristobulo, il quale divenne in seguito signore dell'Armenia Minore.
Il fratello Agrippa fu un sostenitore dell'imperatore romano Claudio, che aiutò ad assicurarsi il trono alla morte di Caligola; Claudio contraccambiò concedendo ad Agrippa, re dell'Iturea e della Traconia, anche Giudea e Samaria (41), mentre ad Erode fu concessa la reggenza del territorio di Calcide, un regno a nord della Giudea corrispondente grossomodo all'attuale Libano. Vedovo di Mariamne, Erode sposò la nipote Berenice di Cilicia, figlia di Agrippa, da cui ebbe due figli, Bereniciano e Ircano.
A seguito dell'improvvisa morte del fratello, nel 44, e della giovane età di suo figlio (Erode Agrippa II), Claudio decise di riportare sotto diretto controllo romano il suo regno, affidandolo al procurator Augusti Cuspio Fado; ad Erode di Calcide fu concesso solo il diritto di nominare il sommo sacerdote del Tempio di Gerusalemme.
Erode di Calcide morì nel 48. Il suo successore fu Erode Agrippa II.